# HMS Mimi и HMS Toutou
«Мими́» и «Туту́» (англ. HMS Mimi and HMS Toutou) — вооружённые моторные катера британского Королевского флота, принимавшие участие в Первой мировой войне. Получили известность в связи с участием в боях за озеро Танганьика, а также из-за названий, данных этим небольшим судам их командиром лейтенант-коммандером Джеффри Спайсер-Симсоном. Весьма необычные для Королевского флота названия переводятся с французского языка как «Мяу-мяу» и «Гав-гав».
26 декабря 1915 года катера атаковали германский вооружённый пароход «Кингани» и захватили его. После ремонта «Кингани» вошёл в состав британского флота под не менее необычным для англичан именем «Фифи́». 9 февраля 1916 года «Фифи» и «Мими» потопили германский вооружённый пароход «Хедвиг фон Виссман». В дальнейшем британская флотилия на озере не оказала сколь-нибудь эффективной поддержки британским войскам, и катера больше использовалась в качестве транспортных судов.
Эпизоды истории британской флотилии на Танганьике использованы Сесилом Форестером в романе «Африканская королева», опубликованном в 1935 году. В 1951 году на экраны вышла одноимённая экранизация романа с Хамфри Богартом и Кэтрин Хепбёрн в главных ролях.

## Постройка и конструкция
Моторные катера были построены фирмой «Торникрофт» в начале Первой мировой войны по заказу греческих ВВС. Британское Адмиралтейство их реквизировало с целью использования на внутренних африканских водных путях, которым угрожали германские колониальные войска. Оба катера относились к типу сорокафутовых (около 12 метров длиной), несли два бензиновых двигателя мощностью 100 л. с. и два гребных винта, позволявшие развивать скорость в 19 узлов (~35 км/ч). Вооружение обоих катеров состояло из 47-мм пушки Гочкиса, установленной на носу, и одного пулемёта Максима.
8 июня 1915 года катера прошли испытания на Темзе, и в середине того же месяца их погрузили на борт лайнера, направлявшегося в Кейптаун. Для транспортировки катеров по суше были изготовлены специальные повозки и кильблоки.

## Служба

### Путешествие к озеру Танганьика
Катера составили ядро экспедиции, целью которой было установление превосходства Антанты на стратегически важном африканском озере Танганьика. Командиром экспедиции был назначен эксцентричный морской офицер Джеффри Спайсер-Симсон — самый старый лейтенант-коммандер флота. 
В Кейптауне катера и прочее имущество были погружены на поезд, следовавший в Элизабетвиль (Бельгийское Конго), и далее до деревни Фунгуруме, в которой заканчивалась железнодорожная ветка. 6 августа завершилась выгрузка катеров и снаряжения, после чего экспедиция направилась в буш. Катера и снаряжение везли воловьи упряжки и два паровых трактора, среди местного населения было нанято множество носильщиков. Экспедиция двигалась по сильно пересечённой местности: встречались и горы, и густая растительность, и реки. За время пути было наведено порядка 150 мостов.
За полтора месяца экспедиция прошла 235 км (146 миль) от Фунгуруме и 1 октября 1915 года достигла Букамы — начала узкоколейной железнодорожной ветки Санкисия—Букама. В Букаме катера и груз подготовили к плаванию по реке Луалаба. Река оказалась обмелевшей и путь до Кабало занял семнадцать дней. Катера установили на плоты из бочек, обладавших малой осадкой, однако и при этом их часто приходилось тащить волоком, минуя мели. 22 октября экспедиция достигла Кабало. Людей и груз погрузили на железную дорогу, по которой и было пройдено порядка 200 миль до Танганьики, которого британцы достигли в октябре 1915 года. 

### Бои на Танганьике
В конце декабря 1915 года оба катера спустили на воду. До этого Германская флотилия на Танганьике полностью контролировала акваторию озера. 26 декабря катера впервые вступили в бой, начав преследование проходящего мимо базы британцев германского парохода «Кингани», вооружённого 37-мм револьверной пушкой. Заметив преследование, его капитан Юнге отдал приказ прибавить ход. Первой шла «Мими» со Спайсер-Симсоном на борту. Британцы быстро сокращали дистанцию, и вскоре их пушки и пулемёты открыли огонь по германскому пароходу. Скорость позволила обоим катерам быстро войти в «мёртвую зону» орудия парохода. В ходе боя, длившегося всего 11 минут, снаряд британцев разбил бронещит орудия «Кингани», осколками которого был убит капитан судна и двое моряков, а другие повредили корпус ниже ватерлинии, вследствие чего пароход начал принимать забортную воду. Вскоре старший механик парохода спустил флаг. После захвата парохода и его ремонта «Кингани» вошёл в состав британского флота под именем «Фифи́» (англ. HMS Fifi). 
9 февраля 1916 года британская флотилия на Тангаиньке атаковала германский вооружённый пароход «Хедвиг фон Виссман». Катер «Туту», получивший повреждения в прошлом бою, не участвовал в этой боевой операции. В преследовании германского судна принял участие пароход «Фифи», который Спайсер-Симсоном выбрал флагманом, и «Мими», которым командовал второй лейтенант Уэйнрайт. Скорости «Фифи» и «Хедвига фон Виссмана» были примерно равны, что не позволяло британскому флагману нагнать противника, но капитан более быстрого «Мими» решил на полной скорости приблизиться к немецкому судну с кормы, ведя беспокоящий огонь. Уэйнрайт полагал, что капитан германского парохода будет вынужден развернуть судно в сторону атакующего его «Мими», чтобы использовать своё основное вооружение, размещавшееся на баке. Эта заминка позволила британскому флагману сократить дистанцию и вступить в бой. Пока «Мими» и «Хедвиг фон Виссман» выполняли "кружные" манёвры, «Фифи», приблизившись на расстояние прицельного выстрела, двумя точными попаданиями смогла повредить германский пароход. В результате атаки погибли пять африканцев и двое немцев. Капитан  «Хедвига фон Виссмана» отдал приказ покинуть тонущее судно. Оставшихся в живых пассажиров и членов экипажа судна британцы подняли на борт, а также завладели германским военно-морским флагом — первым трофеем британцев подобного рода, добытым в ходе войны. За этот бой Уэйнрайт был награждён орденом «За выдающиеся заслуги».
На озере ещё оставались германские корабли. Сильнейшим из них был «Граф фон Гётцен», вооружённый одним из 105-мм орудий с крейсера «Кёнигсберг», затопленного в дельте Руфиджи. Спайсер-Симсон не рискнул снова атаковать германцев, ограничившись малоэффективной поддержкой наземных операций. «Мими» более не принимал участие в боевых действиях, после чего, предположительно, был списан и затоплен в 1920-х годах.

## В культуре
Британский писатель Сесил Скотт Форестер использовал фрагменты истории «Мими» и «Туту» в романе «Африканская королева», опубликованном в 1935 году. В конце романа пленённых главных героев спасают моторные катера «Амелия» и «Матильда», захватив германский пароход «Кёнигин Луиза». База катеров в романе называется Порт-Альберт, в то время как в реальной истории катера действовали с базы в Альбертвилле.
В 1951 году на экраны вышла одноимённая экранизация романа, главные роли в которой сыграли Хамфри Богарт и Кэтрин Хепбёрн. В сценарии от катеров отказались, однако место действия осталось прежним. За эту роль Богарт получил своего единственного «Оскара» (за лучшую мужскую роль). Богарт считал эту роль лучшей в своей карьере.